# Pontiac (Michigan)
Pontiac ist eine Stadt und Sitz der Countyverwaltung (County Seat) des Oakland County im Bundesstaat Michigan in den Vereinigten Staaten. Das U.S. Census Bureau hat bei der Volkszählung 2020 eine Einwohnerzahl von 61.606 ermittelt. Die Stadt stellt eine principal city der Metro Detroit dar.

## Geschichte
Pontiac wurde 1818 gegründet und war nach Dearborn die zweite europäisch-amerikanische organisierte Siedlung in Michigan in der Nähe von Detroit. Es wurde nach Pontiac benannt, einem Kriegshäuptling des Ottawa-Stammes, der das Gebiet vor den europäischen Siedlern besetzte. Die Stadt war im 20. Jahrhundert vor allem für ihre Automobilfabriken von General Motors bekannt, die die Grundlage ihrer Wirtschaft bildeten und zum Wohlstand der Region beitrugen. Dazu gehörten Fisher Body, Pontiac East Assembly (auch bekannt als Truck & Coach/Bus), das GMC-Produkte herstellte, und die Pontiac Motor Division. In der Blütezeit der Stadt befand sich hier das wichtigste Automobilmontagewerk für die Produktion der berühmten Pontiac-Autos, einer Marke, die nach der Stadt benannt wurde. Die Marke Pontiac selbst wurde 2010 von General Motors eingestellt. Die Stadt Pontiac war auch die Heimat der Oakland Motor Car Company, die 1909 von General Motors übernommen wurde.

## Geographie
Pontiac liegt bei etwa 43° 30′ nördlicher Breite und 83° 30′ westlicher Länge. Nach offizieller Angabe des United States Census Bureau hat die Stadt eine Gesamtfläche von 52,3 km², davon 1,09 % Wasserfläche.
Die nächsten größeren Seen in der Nähe sind der Eriesee und der Huronsee. Pontiac verfügt in der Nähe über einen Flughafen (Oakland County International Airport in Waterfort) und ist etwa 50 km entfernt von Detroit.

## Wirtschaft
Größter Arbeitgeber ist General Motors, der hier ein Werk betreibt.

## Kultur
Die große Veranstaltungshalle Pontiac Silverdome war unter anderem Austragungsort des Endspiels der NFL (Super Bowl) 1982, Wrestlemania III 1987 und des Papstbesuchs 1987. Pontiac beherbergte während 26 Jahren den NFL-Club Detroit Lions. Auch die NBA-Stars der Detroit Pistons spielten während zehn Jahren in Pontiac (1978 bis 1988). Der Silverdome wurde 2007 wegen mangelnder Wirtschaftlichkeit geschlossen, 2009 für lediglich 583.000 US$ an die Triple Properties Investment Group versteigert und am 4. Dezember 2017 gesprengt.
Jedes Jahr im August findet der Woodward Dream Cruise statt, eine Veranstaltung, bei der „Muscle Cars“ ein Wochenende die Woodward Avenue herauf- und herunterfahren, diese Veranstaltung ist eine der größten in den USA.

## Demografische Daten
Die bei der Volkszählung im Jahr 2000 ermittelten 66.337 Einwohner von Pontiac lebten in 24.234 Haushalten; darunter waren 15.267 Familien. Die Bevölkerungsdichte betrug 1.281 pro km². Im Ort wurden 26.336 Wohneinheiten erfasst, davon waren 24.234 bewohnt. Unter der Bevölkerung waren 39,1 % Weiße, 47,9 % Afroamerikaner, 0,6 % amerikanische Indianer, 2,4 % Asiaten und 6,5 % von anderen Ethnien; 3,5 % gaben die Zugehörigkeit zu mehreren Ethnien an.
Unter den 4.319 Haushalten hatten 33,9 % Kinder unter 18 Jahren; 29,4 % waren Single-Haushalte. Die durchschnittliche Haushaltsgröße war 2,68, die durchschnittliche Familiengröße 3,32 Personen.
Die Bevölkerung verteilte sich auf 30,6 % unter 18 Jahren, 10,3 % von 18 bis 24 Jahren, 32,3 % von 25 bis 44 Jahren, 18,3 % von 45 bis 64 Jahren und 8,5 % von 65 Jahren oder älter. Der Median des Alters betrug 30 Jahre.
Der Median des Haushaltseinkommens betrug 31.207 $, der Median des Familieneinkommens 36.391 $. Das Prokopfeinkommen in Pontiac betrug 15.842 $. Unter der Armutsgrenze lebten 18,0 % der Familien und 22,1 % der Bevölkerung.

## Besonderheiten
Aus Pontiac stammt der jüngste jemals in den USA verurteilte Mörder. Nathaniel Abraham ermordete im Alter von 11 Jahren einen 18-jährigen Mann. Er verbüßte dafür eine Haftstrafe bis zu seinem 21. Lebensjahr in einer Besserungsanstalt und wurde im Januar 2007 entlassen.
Die Stadt ist benannt nach Chief Pontiac, einem Häuptling der Ottawa-Indianer, der im 18. Jahrhundert Anführer im Kampf gegen die damalige britische Kolonialherrschaft war. Pontiac war auch Namensgeber für eine in den „goldenen Jahren“ des Automobilbaus sehr beliebte Automarke von General Motors.
Im Jahr 1968 gab es in der Stadt unter Arbeitern eine Grippe-ähnliche Krankheitswelle. Nachdem 1976 nach einem Ausbruch bei einem Legionärstreffen in Philadelphia das Bakterium Legionella pneumophila entdeckt wurde, wurden auch Blutproben aus Pontiac von 1968 untersucht und das gleiche Bakterium gefunden. So erhielt die Verlaufsform der Legionellose ohne Lungenentzündung den Namen Pontiac-Fieber.

## Söhne und Töchter der Stadt
- Claire Allen (1853–1942), Architekt
- Albert J. Campbell (1857–1907), Politiker
- Charles Arnette Towne (1858–1928), Politiker
- Ellsworth Raymond Bathrick (1863–1917), Politiker
- Al Miller (1907–1967), Autorennfahrer
- Thad Jones (1923–1986), Jazz-Trompeter
- Elvin Jones (1927–2004), Jazz-Schlagzeuger
- Jack Kevorkian (1928–2011), Arzt und Suizidhelfer
- Pete Dexter (* 1943), Schriftsteller
- Micki King (* 1944), Wasserspringerin und Olympiasiegerin
- Sven Birkerts (* 1951), Essayist und Literaturkritiker
- Earl Alfred Boyea (* 1951), römisch-katholischer Geistlicher, Bischof von Lansing
- Roger Young (* 1953), Radsporttrainer und Radsportler
- Madonna (* 1958 in Bay City, wuchs in Pontiac auf), Sängerin
- Gary Peters (* 1958), Politiker
- Pinklon Thomas (* 1958), Schwergewichtsboxer
- Brent Ward Jett (* 1958), Astronaut
- Laura Innes (* 1957), Schauspielerin und Regisseurin
- Thomas D. Williams (* 1962), römisch-katholischer Ordensgeistlicher und Theologe
- Mike Henry (* 1965), Synchronsprecher, Drehbuchautor und Schauspieler
- Danton Cole (* 1967), Eishockeyspieler und -trainer
- Larry Joe Campbell (* 1970), Schauspieler
- Rebecca Kleefisch (* 1975), Politikerin
- Mike York (* 1978), Eishockeyspieler
- Dave Bennett (* 1984), Jazzklarinettist
- Brendan Evans (* 1986), Tennisspieler
- David Holston (* 1986), Basketballspieler
- Bryan Rust (* 1992), Eishockeyspieler
- Bailey Spry (* 1995), Schauspielerin
- Javarian Smith (* 1996), American-Football-Spieler